# Campsall
Campsall es una localidad situada en el municipio metropolitano de Doncaster, en Yorkshire del Sur, Inglaterra (Reino Unido). Según el censo de 2021, tiene una población de 1900 habitantes.
Está ubicada al sur de la región de Yorkshire y Humber, cerca de la frontera con la región Midlands del Este, de la orilla del río Don y de la ciudad de Sheffield.